# Reao
Reao és un atol de les Tuamotu, a la Polinèsia Francesa. És el cap de la comuna de Reao, que inclou Pukarua. Està situat a l'est de l'arxipèlag, a 1.350 km de Tahití.

## Geografia
Té una forma allargada de 16 km i la llacuna és tancada sense cap pas, però amb nombrosos canals a través dels esculls al sud-oest. La superfície terrestre és d'11 km² i la llacuna de 34 km².
La vila principal és Tapuarava, amb una població total de 305 habitants al cens del 2022. Els illencs viuen principalment de la producció de copra. S'hi troba una granja de gossos per al consum.

## Història
L'atol va ser poblat al segle ii. Hi ha diverses restes arqueològiques de l'antiga població polinèsia. Va ser descobert pel francès Louis Isidore Duperrey, el 22 d'abril del 1822, i l'anomenà Clermont-Tonnerre, nom del ministre de Marina. El 1865 la població va ser evangelitzada pels missioners catòlics de Mangareva, que hi van crear una leproseria que no es va tancar fins al 2002.

## Flora i fauna
La llacuna de l'atol té la particularitat d'acollir importants colònies de coralls del gènere Porites mordax i Acropora formosa i més de 400 cloïsses registrades del tipus Tridacna maxima.